# بی‌بی‌سی وان

نشان‌وارهٔ بی‌بی‌سی وان

بی‌بی‌سی وان (به انگلیسی: BBC One) یک شبکهٔ تلویزیونی از بی‌بی‌سی (BBC) است. در بریتانیا، جزیرهٔ من و جزیره‌های مانش پخش می‌شود.
بودجهٔ سالانۀ این شبکه در سال ۲۰۱۲/۲۰۱۳ ۱٫۱۴ میلیارد پوند بوده‌است.